# 자이언트핑크
자이언트핑크(Giant Pink, 본명: 박윤하, 1991년 4월 23일 ~ )는 대한민국의 기획사 SM 엔터테인먼트와 All I Know Music 소속의 래퍼이다. 2016년, 《언프리티 랩스타 3》에 참가하여 우승하였다.

## 음반 목록

### 디지털 싱글
- 2016: 가위 바위 보 (With 미료)
- 2017: LISTEN 012 Dumb Dumb (With 장재인, PERC%NT)
- 2018: 너를 사랑하진 않아 (feat. 케이시)
- 2019: 월요일보다는 화요일 (feat. 예리 of 레드벨벳)[1]
- 2019: Forever Young (feat. 릴러말즈)
- 2019: Mirror mirror
- 2020: Burn out
- 2021: 어때 (Come Closer) (Feat. Woody)

## 음반 외 활동 목록

### TV
- 2016년 Mnet 《쇼미더머니 5》 - 참가자
- 2016년 Mnet 《언프리티 랩스타 3》 - 참가자
- 2016년 KBS2 《불후의 명곡 - 전설을 노래하다》 게스트 (275회)
- 2016년 On Style 《런드리 데이》 게스트 (10회)
- 2017년 E채널 《식식한 소녀들》 - 고정 출연
- 2017년 KBS2 《해피투게더 3》 게스트 (506회 ~ 507회)
- 2019년 MBC 《미스터리 음악쇼 복면가왕 - 가왕 옷 벗길 자 누구인가! 해와 바람
- 2019년 MBC Every 1 《대한외국인》 게스트 (40회)
- 2019년 JTBC 《투유 프로젝트 - 슈가맨 3》 게스트 (4회)
- 2019년 KBS2 《생존자들》
- 2020년 tvN 《플레이어 2》 게스트 (3회 ~ 4회)
- 2022년 SBS 《동상이몽 2 - 너는 내 운명》 - 고정출연
- 2022년 TV CHOSUN 《국가가 부른다》 게스트
- 2024년 채널A 《탐정들의 영업비밀》 게스트

### 라디오
- 2019년 KBS 쿨FM 박명수의 라디오쇼 - 극한상담(금요일)

### CF
- 2016: 동화약품 - 미인활명수[2]
- 2016: 비앤에이치코스메틱 - 지베르니[3]